# Siphocampylus rectiflorus
Siphocampylus rectiflorus är en klockväxtart som beskrevs av Henry Hurd Rusby. Siphocampylus rectiflorus ingår i släktet Siphocampylus och familjen klockväxter.
Artens utbredningsområde är Colombia. Inga underarter finns listade i Catalogue of Life.